# José Ferrer
José Vicente Ferrer de Otero y Cintrón (n. 8 ianuarie 1912, Santurce⁠(d), Porto Rico, SUA – d. 26 ianuarie 1992, Coral Gables⁠(d), Florida, SUA), cunoscut ca José Ferrer, a fost un actor și regizor de film și de teatru portorican. A câștigat în 1950 Premiul Oscar pentru cel mai bun actor pentru rolul din Cyrano de Bergerac, pe care l-a donat Universității din Puerto Rico.

## Filmografie selectivă

### Regizor
- 1955 Fiica lui Cain (The Shrike)
- 1955 Comando în Gironde (The Cockleshell Heroes)
- 1956 Marele om (The Great Man)
- 1958 Acuz! (I Accuse!)
- 1958 Dragostea costă mult (The High Cost of Loving)
- 1961 Rückkehr nach Peyton Place (Return to Peyton Place)
- 1962 Texas-Show (State Fair)

### Actor
- 1948 Ioana d'Arc (Joan of Arc), regia Victor Fleming
- 1950 Caz de conștiință (Crisis)
- 1950 Cyrano de Bergerac (Cyrano de Bergerac), regia Michael Gordon
- 1952 Moulin Rouge, regia John Huston
- 1954 Fegefeuer (Miss Sadie Thompson)
- 1954 Revolta de pe Caine (The Caine Mutiny), regia Edward Dmytryk
- 1954 Tief in meinem Herzen (Deep in My Heart)
- 1955 Himmelfahrtskommando (The Cockleshell Heroes)
- 1962 Lawrence von Arabien (Lawrence of Arabia)
- 1962 Neun Stunden zur Ewigkeit (Nine Hours to Rama)
- 1962 Cyrano und d’Artagnan (Cyrano et d'Artagnan) (UA: 1964)
- 1963 Verspätung in Marienborn
- 1964 Die größte Geschichte aller Zeiten (The Greatest Story Ever Told)
- 1965 Corabia nebunilor  (Ship of Fools), regia Stanley Kramer
- 1967 Cervantes (Cervantes), regia Vincent Sherman
- 1971 Mord in San Francisco (Crosscurrent) (TV)
- 1973 The Marcus-Nelson Murders (TV)
- 1974 Columbo – Folge 23:  Mind over mayhem
- 1974 Mörder-Roulette (El clan de los inmorales)
- 1976 Die haarsträubende Reise in einem verrückten Bus (The Big Bus)
- 1977 Ich bin der Boss – Skandal beim FBI (The Private Files of J. Edgar Hoover)
- 1977 Santinela damnaților (The Sentinel), regia Michael Winner
- 1978 Mitul Fedorei (Fedora), regia Billy Wilder
- 1978 Abenteuer in Atlantis (The Amazing Captain Nemo)
- 1979 Das Geheimnis der eisernen Maske (The Fifth Musketeer)
- 1981 Magnum (Fernsehserie, Folge 1x10)
- 1982 Eine Sommernachts-Sexkomödie (A Midsummer Night’s Sex Comedy)
- 1983 The Being
- 1983 Sein oder Nichtsein (To Be or Not to Be)
- 1984 Der Liquidator (The Evil That Men Do)
- 1984 Der Wüstenplanet (Dune)
- 1986 Matlock – Folge 7: Auf Ehre und Gewissen Teil 1: Der Hinterhalt
- 1986 Matlock – Folge 8: Auf Ehre und Gewissen Teil 2: Die Familienfehde
- 1987 Die Jugend des Magiers (Young Harry Houdini)

## Legături externe
- Materiale media legate de José Ferrer la Wikimedia Commons
- en José Ferrer la Internet Broadway Database
- en José Ferrer la Internet Off-Broadway Database
- José Ferrer la Internet Movie Database